# Forest (Gebäude)

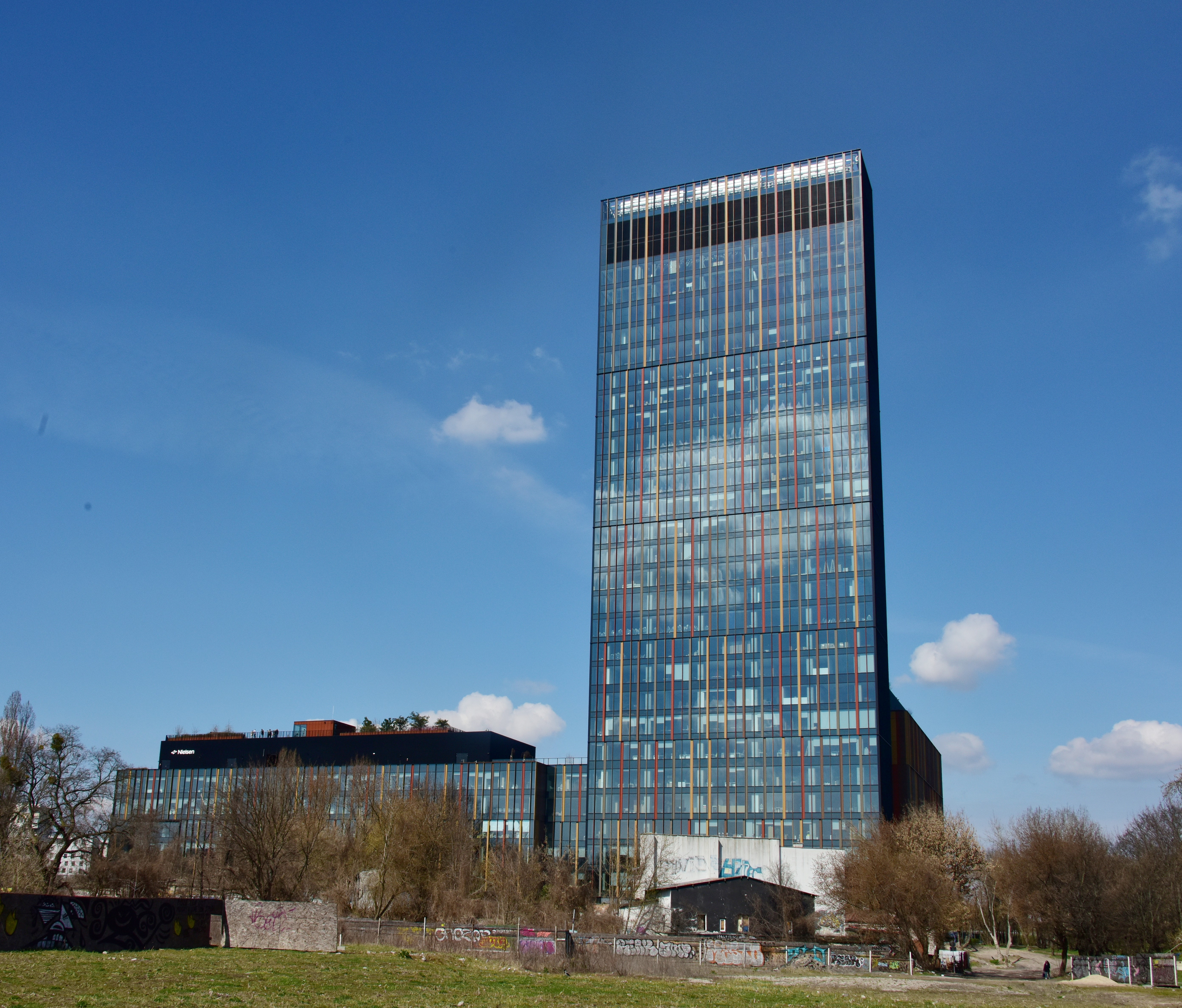
Gebäude Forest in Warschau 2023

Forest ist ein Warschauer Bürocampus mit einem Hochhaus. Der Komplex, der aus mehreren Gebäuden besteht, liegt im Stadtdistrikt Wola an der Grenze zu den Distrikten Śródmieście und Żoliborz. Die Anschrift lautet Ulica Burakowska 14.
Der Name greift die naturnahe Gestaltung der Anlage. Das rund zwei Hektar große Gelände enthält neben den Bauten einen großen Anteil von Rasen- und Waldflächen wie auch einem künstlichen Teich (der im Winter als Eisbahn dienen soll). Das Hochhaus hat eine Höhe von 120 Metern, die niedrigeren Gebäude enthalten sechs bzw. acht oberirdische Geschosse. Insgesamt entstehen 79.000 m² Nutzfläche, die vor allem als Büromietraum zur Verfügung gestellt werden. Daneben befinden sich auch Restaurants und Convenience Shops im Gebäude. Ein charakteristisches Merkmal der Gebäude sind geräumige Balkone, Loggien und Terrassen auf den Dächern. Dort befinden sich Mini-Gewächshäuser, Unterstände für Vögel und Insekten sowie ein Fitnessstudio mit einer Laufbahn im Freien.
Investor von Forest ist die HB Reavis Poland; die Gestaltung kommt aus dem Studio der HRA Architekci. In unmittelbarer Nähe befindet sich die der Rondo Zgrupowania AK „Radosław“ mit der Megamall Arkadia, dem Maszt Wolności und dem Babka-Hochhaus.
Ursprünglich gehörte das Baugrundstück der stadteigenen Müllabfuhr MPO – Miejskie Przedsiębiorstwo Oczyszczania, die es für 70 Mio. Złoty an den Investor verkaufte. In Folge wurde MPO kritisiert: das Unternehmen habe sich vor dem Verkauf des Grundstücks nicht bemüht, den Wert durch Erlangen einer Baugenehmigung für ein Hochhaus zu erhöhen.
Neben 800 Kfz-Parkplätzen bietet Forest auch 260 Fahrradstellplätze.